# Селарджус
Селарджус (італ. Selargius, сард. Ceraxus) — муніципалітет в Італії, у регіоні Сардинія,  провінція Кальярі.
Селарджус розташований на відстані близько 410 км на південний захід від Рима, 6 км на північний схід від Кальярі.
Населення — 28 975 осіб (2014).
Щорічний фестиваль відбувається 15 серпня. Покровитель — Maria Vergine Assunta.

## Демографія
Населення за роками:

Станом на 1 січня 2023 року в муніципалітеті офіційно проживали 594 іноземці з 60 країн, серед них 109 громадян країн Євросоюзу та 88 громадян України.

## Уродженці
- Луїджі Пірас (*1954) — італійський футболіст, нападник, згодом — футбольний тренер.

## Сусідні муніципалітети
- Кальярі
- Монсеррато
- Куарту-Сант'Елена
- Куартуччу
- Сесту
- Сеттімо-Сан-П'єтро